# Monte Corno (Trentino-Alto Adige)
Il monte Corno (Trudner Horn in tedesco) è una montagna alta 1.781 metri delle Alpi orientali.
Si trova sul confine tra i territori comunali di Trodena nel parco naturale (Truden im Naturpark), Montagna (Montan) e Capriana; la cartografia IGM 1:25.000 riporta il toponimo della vetta in corrispondenza dell'unione dei tre comuni, ove è indicato anche un riferimento topografico a quota 1781 m s.l.m., interamente in territorio di Capriana; la carta 1:100.000 riporta invece la vetta in corrispondenza del punto di maggior elevazione, a sud-ovest del riferimento topografico, sulla cresta tra Montagna/Montan e Capriana.
La montagna dà il nome all'omonimo parco provinciale, il parco naturale Monte Corno.
Nel settembre del 2009 è stato trovato da Alex Festi, appartenente all'associazione Libella, un esemplare di aeshna subartica, una specie di libellula che fino a quel giorno non era mai stata vista in Italia.

## Toponimo
Il nome della montagna è attestato nel 1415 come Trudner perg, nel 1500 come Höhe des Horns (letteralmente "altura del corno") e nel 1770 come Horn Berg.